# Nathan Roberts
Nathan Roberts (Adelaide, 17 febbraio 1986) è un pallavolista australiano.
Gioca nel ruolo di schiacciatore nel Cannes.

## Carriera
La carriera di Nathan Roberts inizia nel campionato danese con la squadra del Marienlyst, con cui conquista la vittoria nella VolleyLigaen 2005-06. Entra a far parte della nazionale australiana.
Nella stagione 2006-07 si trasferisce in Germania nel Bayer Wuppertal. Con la sua nazionale vince la medaglia d'oro nel campionato asiatico e oceaniano 2007.
Si trasferisce poi nella stagione successiva al Castêlo da Maia, nel campionato portoghese, mentre nell'annata 2008-09 viene tesserato dai greci dell'Apollōn Kalamarias.
Seguono poi tre stagioni nel campionato italiano. La prima, con il Pineto, e la terza, con il Robur Angelo Costa di Ravenna, si concludono con la retrocessione in Serie A2. La seconda, nelle file dell'Argos di Sora, termina con l'eliminazione ai quarti di finale dei play-off promozione della Serie A2.
Dopo un'annata negli Emirati Arabi Uniti nelle file dell'Al Shabab, viene ingaggiato dagli svizzeri del Lugano per la stagione 2013-14. Nell'annata successiva passa agli sloveni dell'ACH Volley, vincendo sia il campionato che la coppa nazionale, mentre a metà della stagione 2015-16 torna in Italia per giocare in Serie A2 con il Mondovì. Per il campionato 2016-17 è tesserato dai polacchi del Będzin, mentre da quello successivo è impegnato in Ligue A francese con la maglia del Cannes.

## Palmarès
- Campionato australiano

2002-03
- Campionato danese: 1

2005-06
- Campionato sloveno: 1

2014-15
- Coppa di Slovenia: 1

2014-15

### Premi individuali
2015 - Coppa di Slovenia: MVP